# Ornaatpitta
De ornaatpitta (Pitta concinna) is een soort die lang is beschouwd als ondersoort van de elegante pitta (P. elegans) en lang dezelfde naam had. Volgens in 2020 gepubliceerd onderzoek is het een endemische soort van de Kleine Soenda-eilanden.

## Kenmerken
De vogel is 19 cm lang en lijkt sterk op de elegante pitta. Ook deze pitta heeft een zwarte kop en de vogel donkergroen met een turquois blauwe stuit en schoudervlek en van onder kaneelkleurig, met midden op de buik een relatief grote zwarte en gedeeltelijk scharlakenrode vlek. De streep boven het oog is roodachtig tot okerkleurig, geleidelijk verkleurend naar achter tot vuilwit. De ogen zijn donkerbruin, de snavel is zwart en de poten zijn licht vleeskleurig tot roodachtig bruin. Verder zijn er markante verschillen in de geluiden ten opzichte van die van de elegante pitta.

## Verspreiding en leefgebied
De ornaatpitta is endemisch op de Kleine Soenda-eilanden: Nusa Penida (ten zuidoosten van Bali), Lombok, Soembawa, Flores, Adonara, Lomblen en Alor.

## Status
De grootte van de populatie is in 2022 geschat op 20.000-40.000 volwassen vogels. Op de Rode lijst van de IUCN heeft deze soort de status niet bedreigd.

Pitta concinna
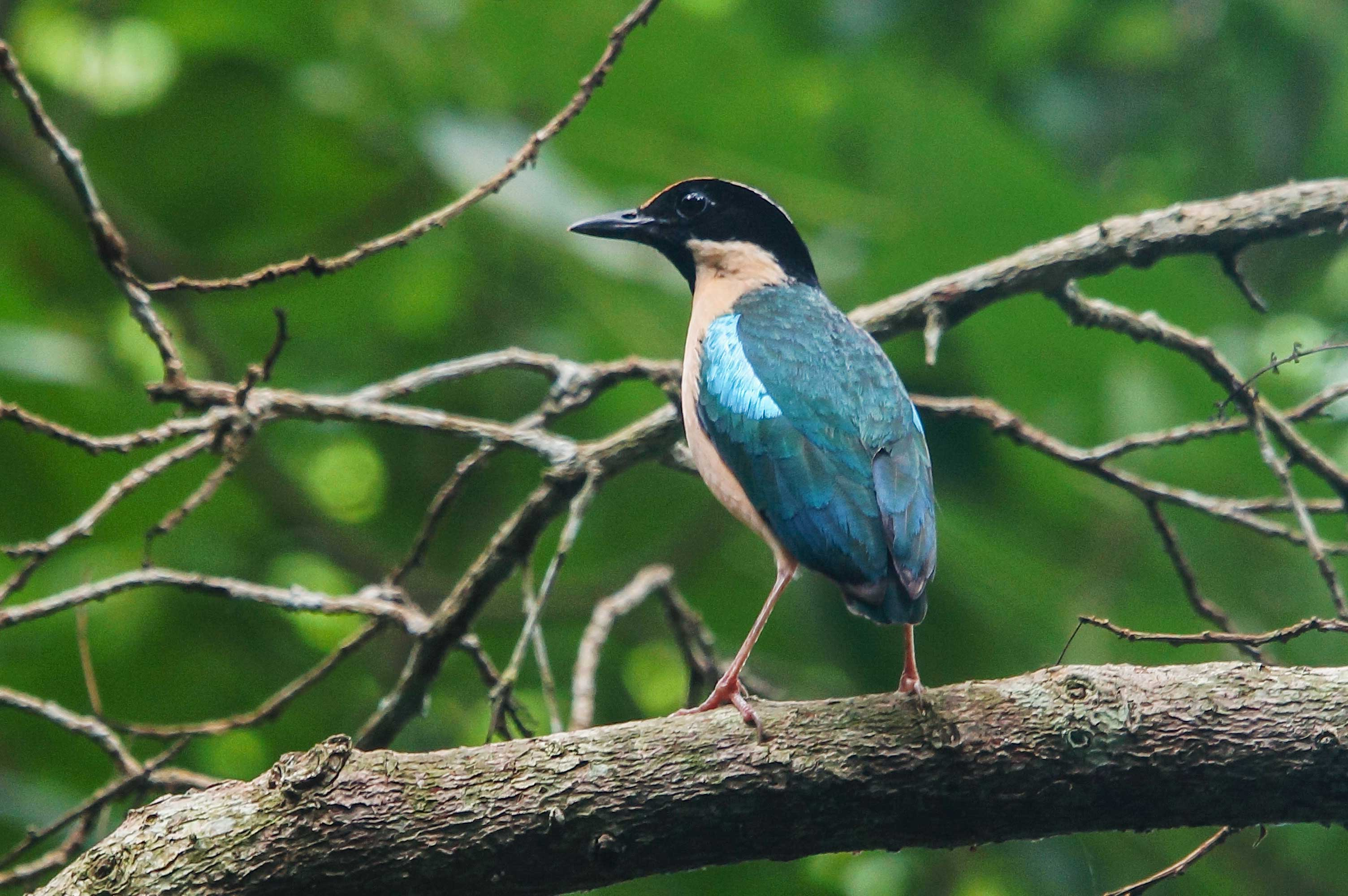
Ornaatpitta op het eiland Bima (schiereiland van het eiland Soembawa)